# Rhein-Neckar-Halle

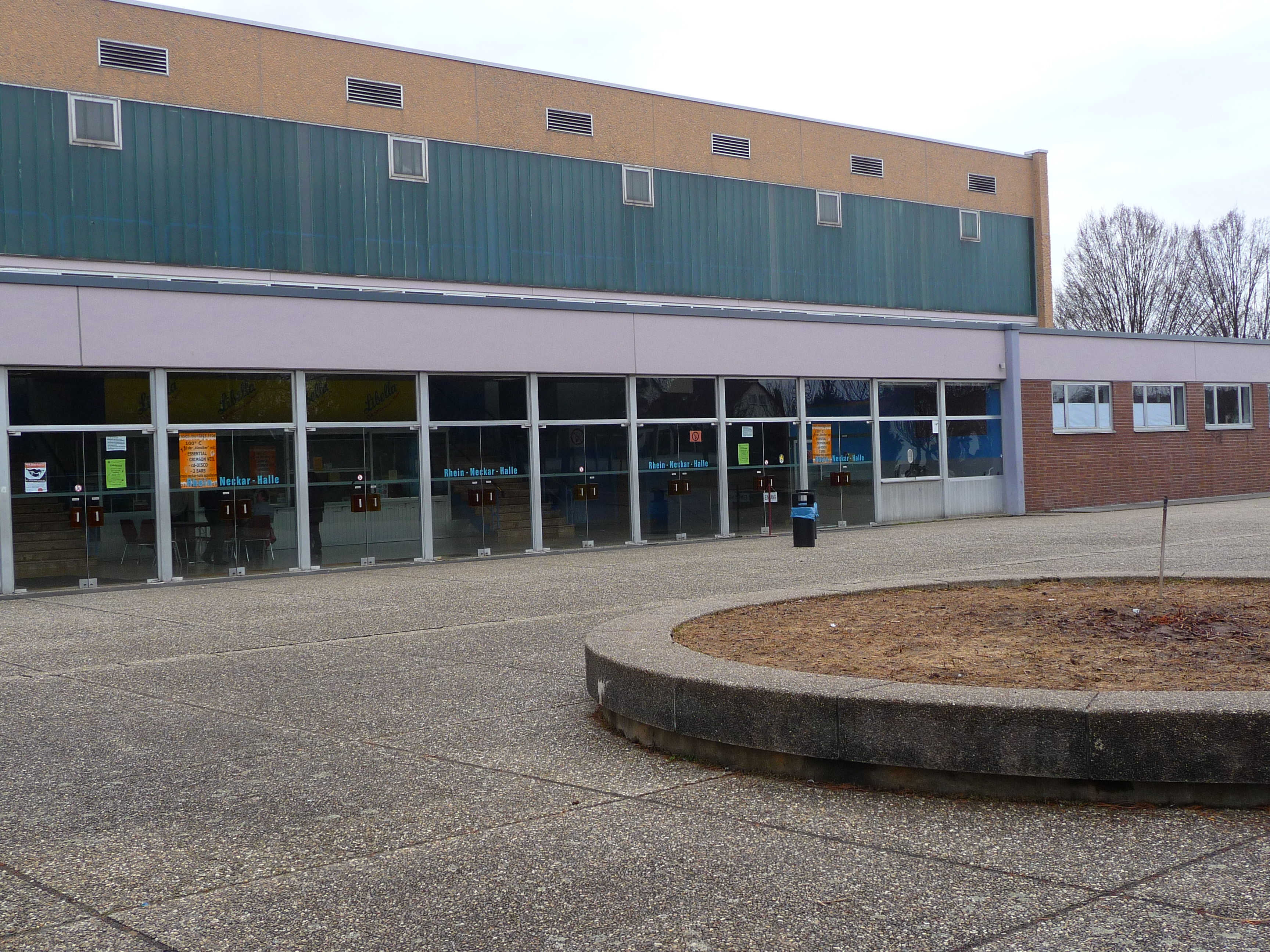
Die Rhein-Neckar-Halle

Die Rhein-Neckar-Halle war eine Sport- und Multifunktionshalle in Eppelheim. Sie war in drei Hallen aufteilbar, mit einem Judo-Übungsraum und einem Bodybuilding-Raum im Untergeschoss und Räumen für eine Gaststätte. Sie befand sich in der Pestalozzistraße 10.

## Geschichte
Die Halle wurde 1970 als Großsporthalle erbaut.
Primär wurde die Halle für den Schulsport des angrenzenden Schulzentrums mit Grund-, Haupt- und Realschule sowie einem Gymnasium genutzt. Zudem diente die Halle der SG Kronau-Östringen (den heutigen Rhein-Neckar Löwen) vor der Eröffnung der SAP-Arena im nahen Mannheim 2005 als Spielstätte. Aufgrund der ganzjährigen Belegung der SAP Arena fungierte die Halle danach noch des Öfteren als Ausweichspielort des Handball-Bundesliga-Clubs.
In den 1970er und 1980er Jahren war die Halle das Mekka aller Fans der Rock- und Popmusik-Szene. Heute noch bekannte Bands und Künstler wie Frank Zappa, Genesis, AC/DC, The Police, Mike Oldfield oder Kool & the Gang waren zu Gast in Eppelheim und füllten die Halle regelmäßig mit bis zu 8.000 Besuchern. Damals war sie in Wahlkampfzeiten außerdem Schauplatz für Auftritte bundesdeutscher Politprominenz. 1982 wurden hier Spiele der Handball-Weltmeisterschaft ausgetragen.
Die Rhein-Neckar-Halle war zu dieser Zeit der größte überdachte Veranstaltungsort im Rhein-Neckar-Kreis und wurde in dieser Bedeutung erst Ende der 1980er Jahre von der Maimarkt-Halle in Mannheim vor allem wegen der besseren Infrastruktur und Parkmöglichkeiten abgelöst. Dazu kam die Eröffnung der SAP-Arena 2005. Im Frühjahr 2021 wurde zudem eine neue multifunktionelle Großsporthalle („SNP Dome“) in Heidelberg fertiggestellt.
Die Halle ist seit 2012 wegen Brandschutzmängeln für Veranstaltungen mit mehr als 199 Personen nicht mehr zugelassen und dient seitdem nur noch dem Schulsport. Nach einer Abschiedsfeier am 21. Oktober 2023 wurde die Halle im Frühjahr 2024 abgerissen und soll durch einen Neubau ersetzt werden.
Koordinaten: 49° 23′ 39,3″ N, 8° 37′ 58,8″ O